# Planète errante
«  Objet libre de masse planétaire » redirige ici. Ne pas confondre avec Objet libre ni Objet planétaire.
Ne doit pas être confondu avec La Planète errante.

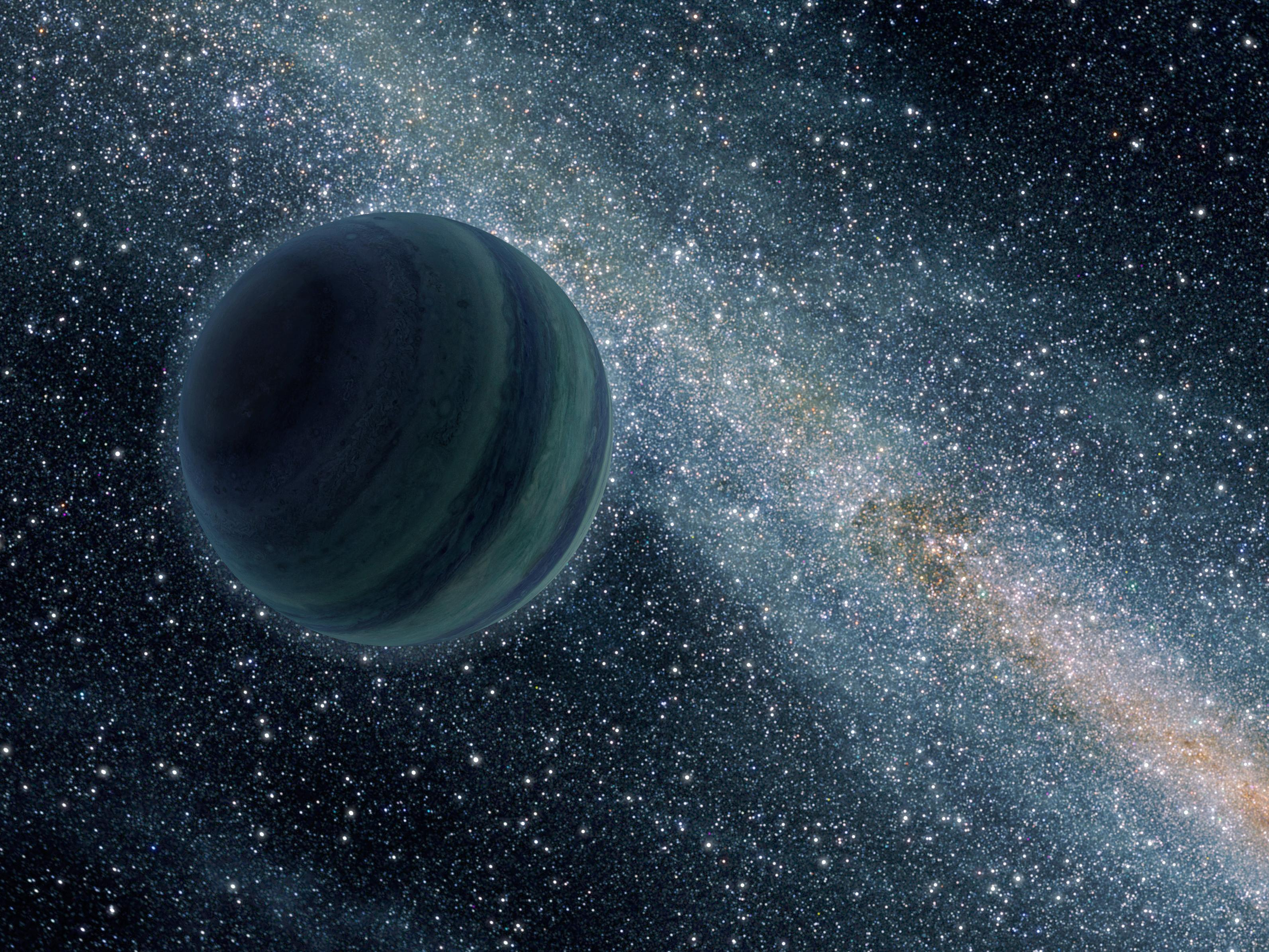
Vue d'artiste d'un objet libre de masse planétaire de la taille de Jupiter.

Une planète errante ou objet libre de masse planétaire (en anglais : free-floating planetary-mass objects ; voir la liste des autres noms possibles) est un objet possédant la masse d'une planète mais qui n'est attaché gravitationnellement à aucune étoile ou naine brune : il erre dans l'espace comme un objet indépendant. 
Des astronomes estiment qu'il pourrait y avoir deux fois plus de planètes flottantes de la taille de Jupiter que d'étoiles dans l'Univers,.

## Nom
De nombreux noms sont utilisés pour désigner ce type d'objets (nom anglais entre parenthèses) :
- objet libre de masse planétaire (free-floating planetary-mass objects) ;
- objet de masse planétaire isolé[5] ;
- planète interstellaire ;
- planète noire ;
- planète libre, planète flottante (free-floating planet[6]) ;
- planète errante ;
- planète orpheline ;
- sous-naine brune (sub-brown dwarf[7]) ;
- naine brune de masse planétaire (planetary-mass brown dwarf[8]) ;
- planète vagabonde (rogue planet[9]) ;
- objet interstellaire de masse planétaire (interstellar planetary-mass object).

## Formation telle une étoile ou éjection d'une planète?
Un premier scénario considère qu'un objet libre de masse planétaire est un résidu de la formation stellaire. Contrairement à une planète, formée dans un disque protoplanétaire autour d'une étoile ou d'une naine brune, la planète libre est un produit de la contraction et fragmentation d'un nuage moléculaire, c'est-à-dire d'une matière similaire à une étoile.
Un autre scénario, suggéré par des simulations de formation de systèmes planétaires, est qu'à l’origine, un nombre important de protoplanètes orbitent autour de leur étoile (plusieurs dizaines). Au fil du temps, leur nombre va se réduire de par les collisions qui provoquent des fusions, mais aussi des éjections par appui gravitationnel, jusqu’à ce que les orbites des planètes rescapées se soient stabilisées.
Ce second scénario pousse certains astronomes, à parler de « planète » à propos de ces objets, puisqu'elles ont été des planètes classiques avant d’être éjectées de leur orbite autour de leur étoile. À l’inverse, d’autres scientifiques nient ce statut car ils défendent l’idée que la définition d’une planète dépend de son état observable immédiat et non de son origine. Ils avancent aussi, pour le premier scénario décrit ici, que ces objets ne seraient donc pas des planètes mais plutôt des naines brunes.
Une étude réalisée en 2006 et 2007 par l'équipe de Takahiro Sumi de l'université d'Osaka visait à dénombrer le nombre de planètes orphelines par le phénomène de microlentille gravitationnelle en pointant les étoiles proches de notre galaxie. Plusieurs dizaines de ces planètes (de masse comparable à Jupiter ou Saturne) ont été dénombrées. Par extrapolation, les scientifiques pensent que la Voie lactée pourrait abriter plusieurs milliards de ces planètes orphelines.
En octobre 2023, Yihan Wang, de l’université du Nevada à Las Vegas, utilise un modèle de simulation des interactions entre deux systèmes stellaires pour montrer que les éjections de planètes de la taille de Jupiter peuvent produire dans 20 % des cas des couples de planètes errantes tels qu'observés par Samuel Pearson dans la nébuleuse d’Orion une semaine auparavant grâce au télescope spatial James Webb.

### Atmosphère
Ces objets à la dérive dans un espace interstellaire froid pourraient théoriquement maintenir une atmosphère épaisse grâce à leur gravité et à leur chaleur radiative. Ainsi, un corps de la taille de la Terre ayant une pression atmosphérique de l’ordre d’un kilobar, une température de 30 kelvins et une atmosphère riche en dihydrogène libérerait une énergie géothermique qui serait suffisante pour chauffer sa surface à des températures au-dessus du point de fusion de l'eau.
Des océans liquides pourraient donc exister. Pour ce cas de figure, il est suggéré que les corps restent géologiquement actifs sur de longues périodes pour fournir une magnétosphère protectrice (créée par une géodynamique et par un volcanisme sous-marin susceptibles d’être favorables à la vie). L’auteur de cette étude, David J. Stevenson, reconnaît par ailleurs que ces corps seront difficiles à découvrir en raison de la faiblesse des émissions micro-ondes thermiques émanant des couches les plus basses de l'atmosphère.

### Lunes interstellaires
Une étude de scénarios d'éjection de planètes simulée a suggéré qu'environ 5 % des planètes de masse comparable à la Terre retiendraient leurs lunes après l'éjection. Il existerait donc des lunes interstellaires. Une grande lune serait pourtant utile pour la préservation d’une atmosphère et de la vie grâce au chauffage dû aux forces de marée.

## Candidats
Le premier candidat au statut d'objet libre de masse planétaire observé est Cha 110913-773444. Il a été découvert dans le cadre de recherche de naines brunes, grâce au télescope spatial infrarouge Spitzer qui en 2004 a permis d'identifier qu'il possède un disque « circumstellaire ». Il est observable grâce à son jeune âge (deux millions d'années) : en l'absence de réaction nucléaire en son sein, sa température provient de la contraction initiale. Le New Technology Telescope au sol a permis d'identifier un autre candidat, Oph 162225-240515, qui possède la particularité d'être binaire.
Le 14 novembre 2012, une équipe de chercheurs franco-canadiens annonce la découverte probable d'une planète de cette catégorie, appelée CFBDSIR 2149-0403, à l'aide de l'Observatoire Canada-France-Hawaï et du VLT,.
En 2013 est confirmée la découverte de PSO J318.5-22, un objet libre de masse planétaire extrasolaire, possiblement une planète, découverte en 2010, située à 84 années-lumière de la Terre. 
Plusieurs astronomes prétendent avoir découvert d'autres objets (par exemple, S Ori 70 (en)), mais ces détections restent non confirmées. L’astronome espagnol Rafael Rebolo et son équipe affirment avoir découvert près de l’étoile Sigma d’Orion une douzaine de planètes isolées.
La naine brune OTS 44, découverte en 1998 fait partie de ces objets et présente la particularité d'être entourée par un disque de poussière, ce qui est tout à fait inédit pour des objets de cette masse.

### Système solaire
L’idée que les systèmes planétaires éjectent des planètes dans l’espace interstellaire implique potentiellement que notre propre système ait durant sa formation il y a 4,6 milliards d’années perdu quelques-unes de ces dernières. L’absence d’orbite stable entre Jupiter et Neptune pourrait aller dans ce sens. Il est possible qu’une planète qui se serait formée à une distance du Soleil de l’ordre de 5 UA à 30 UA se soit fait éjecter. En tenant compte de la vitesse d’éjection observée lors de simulations numériques, les hypothétiques sœurs de la Terre se trouveraient actuellement à environ 1 500 années-lumière.

## Observations confirmées
Jusqu'à 2021, une vingtaine d'objets libres de masse planétaires avaient été détectés, et la plupart de ceux qui l'avaient été n'avaient pu être observés que par des méthodes indirectes telles que des phénomènes de microlentille gravitationnelle ne permettant pas de suivi dans le temps. L'observation directe de plus de 70 tels objets détectés par leur rayonnement infrarouge a été rapportée en 2021, ouvrant la voie à leur étude statistique.
En 2021, Núria Miret Roig, maintenant à l’université de Vienne, et Hervé Bouy, de l’université de Bordeaux, étant à la recherche de la plus naine des naines brunes dans la constellation du Scorpion, qui abrite une nébuleuse gazeuse où sont nées un grand nombre d’étoiles et de planètes, ont trouvé une centaine d’objets d’une masse comprise entre 4 et 13 fois celle de Jupiter, multipliant par cinq le nombre de mondes errants connus. En octobre 2022, Samuel Pearson et Mark McCaughrean, astronomes à l’Agence spatiale européenne (ESA), pointent le télescope spatial James Webb (JWST) vers la nébuleuse d’Orion pendant 35 heures ; sur les 12 500 clichés ainsi obtenus, ils identifient plus de cinq cents objets flottants de quelques masses joviennes, dont 42 paires d’astres.

## Dans la culture populaire
Dans Le Choc des mondes, écrit en 1932 par Phillip Wylie, la Terre est d'abord dévastée puis complètement détruite par Alpha de Bronson, une planète interstellaire de type géante gazeuse, autour de laquelle gravite « Béta de Bronson », un satellite de taille terrestre. Plusieurs groupes de survivants réussissent pourtant à s'enfuir de la Terre et à rejoindre Béta Bronson qui s’arrache ensuite de l’emprise gravitationnelle de la géante gazeuse grâce à la collision. Dans l'adaptation cinématographique faite en 1951, Alpha de Bronson a été rebaptisée Bellus, et Béta Bronson Zyra.
Le conte A Pail of Air de Fritz Leiber, raconté à la radio en mars 1956 dans l’émission X Minus One, met en scène un garçon vivant sur la Terre après que celle-ci a été arrachée de la gravité du Soleil et capturée par une « étoile sombre passagère ». Bien que pas nommée en tant que telle, cette dernière partageait de nombreuses caractéristiques d’une planète interstellaire.
Dans Star Trek: Deep Space Nine, la planète des Fondateurs est une planète interstellaire perdue dans une nébuleuse ; elle offre des conditions climatiques capables de soutenir la vie.
Dans l'épisode Les Chasseurs (en VO Rogue Planet) de la série Star Trek: Enterprise, le vaisseau Entreprise trouve par hasard une planète interstellaire ayant une atmosphère semblable à celle de la Terre. La planète a été chauffée par les bouches volcaniques qui ont expulsé de la chaleur dans l'atmosphère, soutenant ainsi l'écologie de la planète.
Dans Warhammer 40,000, le Temple des Assassins Culexus de l'Officio Assassinorum est situé profondément sous la surface d'une planète interstellaire.
Dans Cosmos 1999, la Lune est délogée de son orbite à cause d’une explosion de résidus radioactifs. Elle devient alors une planète flottante.
Dans le roman L'Agonie de la lumière de George R. R. Martin, la planète Worlon est une planète interstellaire.
Dans la série animée Ulysse 31, Ulysse rejoint la Terre à partir de la base jovienne de Troie mais sa trajectoire croise une planète interstellaire non cartographiée, celle des prêtres du Cyclope.
Dans la série animée Sailor Moon, la Terre est attaquée au XXXIe siècle par les habitants de la planète Némesis, planète interstellaire ayant jadis appartenu au système solaire.
Dans le roman Le Monde de Satan, de Poul Anderson, l'explorateur David Falkayn essaye de s'approprier les droits de sa découverte, ce qui l'entraîne dans une série d'aventures.
Dans le film Melancholia, de Lars von Trier, la planète fictive du même nom semble être une planète orpheline qui a pénétré le système solaire en restant cachée derrière le soleil, d'où sa découverte tardive. Tragique, le film évolue avec le lent rapprochement de Melancholia qui finit par percuter la Terre.
Dans le film Supernova, de Walter Hill, une planète ou une lune errant dans l'espace interstellaire, anciennement exploitée par des mineurs humains, est le théâtre de l'intrigue.